# Argemone polyanthemos
Argemone polyanthemos är en vallmoväxtart som först beskrevs av Friedrich Karl Georg Fedde, och fick sitt nu gällande namn av G.B. Ownbey. Argemone polyanthemos ingår i släktet taggvallmor, och familjen vallmoväxter. Inga underarter finns listade i Catalogue of Life.

## Bildgalleri

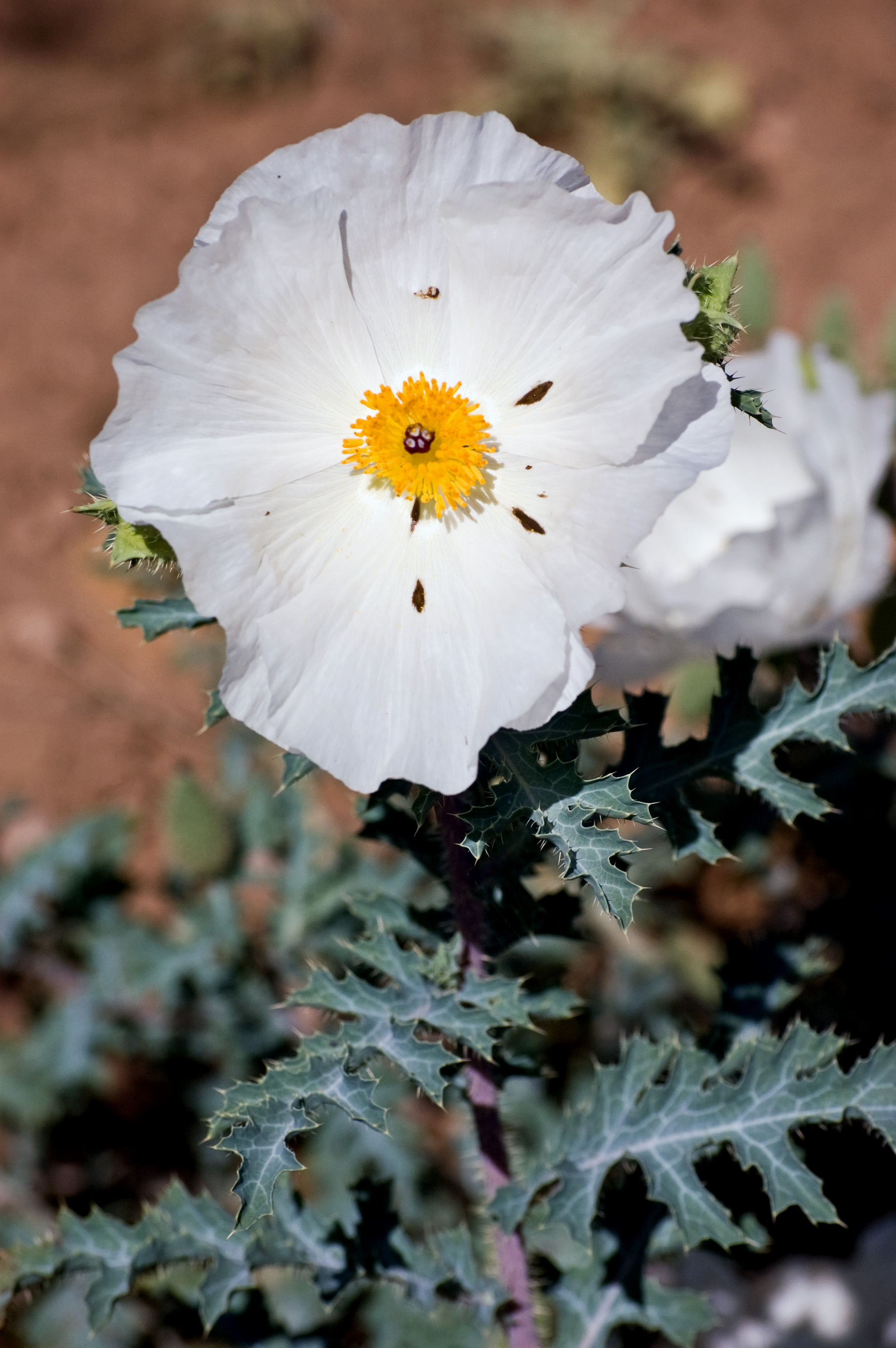